# 奇异盗蛛
奇异盗蛛（学名：Pisaura mirabilis）为盗蛛科盗蛛属的动物。分布于古北区以及中国大陆的甘肃、新疆等地，一般習慣生活在水邊的石壁、樹根或水草叢中。
奇異蜘蛛生性兇猛，有較強的潛水能力，會埋伏在水邊引誘偷襲小魚，用螯肢抓住魚，把毒牙刺入小魚體內，分泌具有毒性的消化液，最後吃掉小魚。